# Марко Павловић (глумац)
Марко Павловић (Београд, 10. март 1996) српски је глумац. Познат је по улози Хранислава из серије Пси лају, ветар носи.

## Улоге

### Позоришне представе
| Наслов                        | Улога            | Редитељ          | Позориште                    | Премијера          |
| ----------------------------- | ---------------- | ---------------- | ---------------------------- | ------------------ |
| Снежана и седам патуљака      | Мудриша          | Снежана Тришић   | Позориште „Бошко Буха”       | 13. октобар 2020.  |
| Бокешки Д мол                 | Станко           | Милан Караџић    | Позориште „Бошко Буха”       | 12. децембар 2021. |
| Чардак ни на небу ни на земљи | Царевић Ненад    | Јана Маричић     | Позориште „Бошко Буха”       | 9. април 2022.     |
| Посадити дрво                 | Син              | Павле Терзић     | Атеље 212                    | 4. јун 2022.       |
| У се, на се и пода се         | Јаков Карапанџић | Стефан Гајић     | Београдско драмско позориште | 8. мај 2023.       |
| Игле и прибадаче              | Др Сајмон Џордан | Милица Ракочевић | Театар Вук                   | 26. октобар 2023.  |

### Филмографија
|                   | 2000▼ | 2010▼ | 2020▼ | Укупно |
| ----------------- | ----- | ----- | ----- | ------ |
| Дугометражни филм | 1     | 1     | 3     | 5      |
| ТВ филм           | 0     | 0     | 0     | 0      |
| ТВ серија         | 0     | 2     | 4     | 6      |
| Кратки филм       | 1     | 2     | 0     | 3      |
| Укупно            | 2     | 5     | 7     | 14     |

| Год.       | Назив                              | Улога                     |
| ---------- | ---------------------------------- | ------------------------- |
| 2000-е▲    |                                    |                           |
| 2008.      | Дрво, камен, облак (кратки филм)   | Дечак                     |
| 2009.      | Хитна помоћ                        | Мики                      |
| 2010-е▲    |                                    |                           |
| 2010.      | Први пољубац (кратки филм)         | Борис                     |
| 2016.      | Чудна ноћ (кратки филм)            |                           |
| 2017—2019. | Пси лају, ветар носи (серија)      | Хранислав Храна           |
| 2018.      | Заспанка за војнике                | Станислав Петровић        |
| 2019.      | Заспанка за војнике (серија)       | Станислав Петровић        |
| 2020-е▲    |                                    |                           |
| 2021.      | Александар од Југославије          | Јован                     |
| 2021.      | Александар од Југославије (серија) | Јован                     |
| 2021.      | У загрљају Црне руке (серија)      | Краљ Александар Обреновић |
| 2023.      | Муње: Опет!                        | Уки                       |
| 2023.      | Што се боре мисли моје             | Љубомир Тадић             |
| 2023.      | Друг Марко (серија)                | Иво Лола Рибар            |
| 2023.      | Тома (серија)                      | Драгослав Шекуларац       |